# Love Paradox
「Love Paradox」（ラヴ・パラドックス）は、2008年3月26日にリリースされたリア・ディゾンの4枚目のシングル。発売元はビクターエンタテインメント。

## 解説
- 初回限定盤にはビデオクリップを収録したDVDが同梱されている。
- 今作から初めて同曲の（instrumental）が採用されている。ただし、純然たるインストではなく、コーラスパート等は残っておりどちらかといえばオリジナルカラオケに近い趣と言える。
- 当初、通常盤には「Love Paradox (Bach Logic Remix)」が収録される予定であったが、諸事情により収録を見合わせたため、初回限定盤との収録曲の違いによる差はなくなった。
- 「愛はいらない 2008」というのが本作のテーマになっており、昨年の「恋しよう♪ 2007」に対しての新たな試みが現れている。

## 収録曲

### DISC1(CD)
1. Love Paradox
  - 作詞：リア･ディゾン & 新美香 & 白井裕紀 / 作曲：Philippe-Marc Anquetil & Christopher Lee-Joe & Darren Monson & Thomas Volmer Jensen / 編曲：BNA Productions
2. Under The Same Sky （WEBドラマ「Tokyo Prom Queen」 OP曲）
  - 作詞：リア･ディゾン & 新美香 & 白井裕紀 / 作曲：縄田寿志 & 宮本恵美 / 編曲：縄田寿志

WEBドラマ「Tokyo Prom Queen」OPソング
3. Love Paradox (instrumental)
  - 作曲：Philippe-Marc Anquetil & Christopher Lee-Joe & Darren Monson & Thomas Volmer Jensen / 編曲：BNA Productions
4. Under The Same Sky (instrumental)
  - 作曲：縄田寿志 & 宮本恵美 / 編曲：縄田寿志

### DISC2(DVD)
1. Love Paradox <Video Clip>
2. Love Paradox <Making Video>